# Podstran
Podstran – wieś w Słowenii, w gminie Moravče. W 2018 roku liczyła 60 mieszkańców.